# Ružičasti nesit
Ružičasti nesit ili veliki bijeli pelikan (lat. Pelecanus onocrotalus) je vrsta iz porodice pelikanki (lat. Pelecanidae). 
Gnijezdi se u močvarama i plitkim jezerima jugoistoka Europe, u Aziji i Africi.
Ovo je vrlo krupna vrsta pelikana, teška preko 10 kg. Dugačak je 140 do 180 cm, s rasponom krila od 226 do 360cm. Bijele je boje, s ružičastim predjelom oko očiju i ružičastim nogama.
Najveća područja gniježdenja u Europi su u delti Dunava. Gnijezdi se u Makedoniji (Prespansko jezero) i Grčkoj. U Srbiji se gnjezdio do 19. stoljeća, ali je isušivanjem močvara nestao. U Aziji se gnijezdi na istoku sve do Mongolije i sjeverne Indije. Gnijezdi se i u Africi, npr. oko rijeke Niger. Ružičasti nesiti iz Europe i sjeverozapadne Azije zimuju oko Crvenog mora.

## Galerija
- U letu.
- Ružičasti nesit
- Par u Namibiji.
- U Namibiji.
- Jaje Pelecanus onocrotalus

## Vanjske poveznice
|  | Zajednički poslužitelj ima stranicu o temi Pelecanus onocrotalus    |
|  | Zajednički poslužitelj ima još gradiva o temi Pelecanus onocrotalus |
|  | Wikivrste imaju podatke o taksonu Pelecanus onocrotalus             |